# Parco degli Scipioni
Il parco degli Scipioni si trova tra via di Porta Latina e Via di Porta San Sebastiano nel centro storico di Roma, nel rione Celio, entro le mura aureliane.

## Storia
L'area fu interessata da vigne già dal XVII secolo. Nel 1614 risale la scoperta di un sepolcro del III secolo a.C. appartenente alla famiglia degli Scipioni.
Successivamente, nel 1780 si avviarono degli scavi di perlustrazione, mentre negli anni 1831 e nel 1840 nella zona vennero scoperti dei colombari, tra cui quello di Pomponio Hylas.
Nel 1870 il comune di Roma acquista la zona del parco.
Il primo restauro che ci è stato documentato risale al 1926 ed è stato promulgato dalla X Ripartizione Antichità e Belle Arti.
Successivamente, tra il 1928 ed il 1931 si costituì il parco su progetto di Raffaele De Vico.
Dal 1995 il parco ospita la manifestazione culturale "Roma in tasca".

## Descrizione
- Flora:
  - Nel parco si trovano delle piante caratteristiche del clima mediterraneo, tra cui si possono citare[1]:
    - alloro,
    - mirto,
    - oleandro,
    - cipresso,
    - pino.
- Servizi[4]:
  - campi di bocce,
  - campi polivalenti,
  - area giochi per bambini.